# Choroba wysokościowa
Choroba wysokościowa – zespół chorobowy spowodowany hipoksją będącą skutkiem przebywania na dużej wysokości i niedotlenienia (hipoksją hipobaryczną). Z reguły pojawia się na wysokości powyżej 2500 m n.p.m., gdzie dostępność tlenu w powietrzu, ze względu na rozrzedzenie atmosfery, zaczyna być za mała na potrzeby organizmu człowieka. U osób wyjątkowo wrażliwych i niezaaklimatyzowanych pierwsze objawy mogą pojawić się już na wysokości około 1500 m n.p.m.

## Oznaczenie czynników środowiskowych

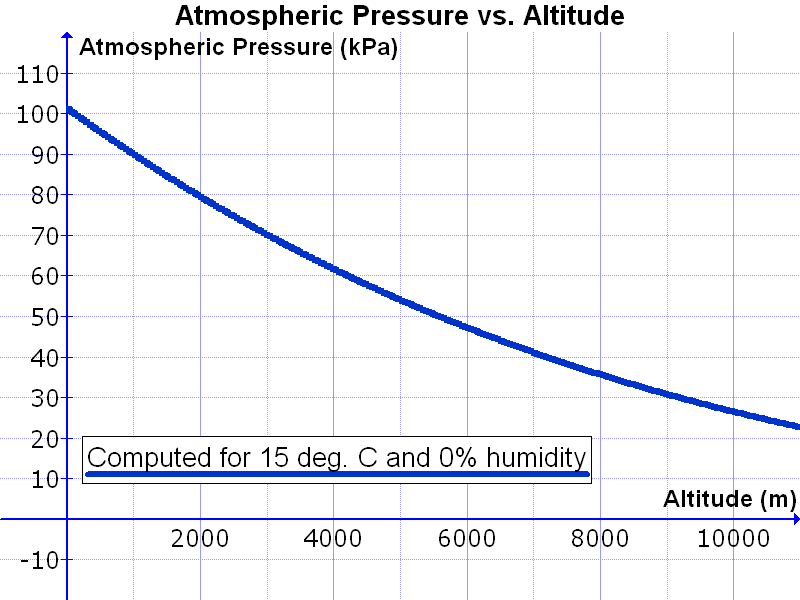
Zależność ciśnienia atmosferycznego od wysokości bezwzględnej

Czynniki środowiskowe występowania tego zespołu chorobowego są bezpośrednio związane z przemieszczaniem się na wysokość – powyżej 1500 m n.p.m. Przebywanie na umiarkowanej wysokości (określanej jako wysokość poniżej 2500 m n.p.m.) skutkuje zauważalnymi zmianami w funkcjonowaniu organizmu, ale choroba pojawia się tam niezwykle rzadko. Przebywanie na dużych wysokościach (2500–3500 m n.p.m.) i ich szybkie pokonywanie może skutkować wystąpieniem łagodnej postaci choroby wysokościowej, cięższy przebieg jest tam bardzo rzadki. Określenie poziomu jako „bardzo duża wysokość” jest stosowane do wysokości 3500–5800 m n.p.m. Na tej wysokości ekstremalna hipoksemia może wystąpić zarówno podczas snu, ćwiczeń czy choroby i tam często dochodzi do wysokościowego obrzęku płuc (HAPE) i wysokościowego obrzęku mózgu (HACE). Tereny położone powyżej poziomu 5800 m n.p.m. są traktowane jako „ekstremalna wysokość”, na których nie jest możliwa skuteczna aklimatyzacja, choroba wysokościowa jest tam bardzo częsta. Aklimatyzacja jest możliwa na wysokościach pośrednich i powinna poprzedzać osiąganie wysokości ekstremalnej.

## Etiologia
Wspólnym podłożem patofizjologicznym występowania chorób tego zespołu jest spadek ciśnienia otoczenia, z którym związany jest proporcjonalny spadek ciśnień parcjalnych poszczególnych gazów wchodzących w skład mieszanki oddechowej. Obniżanie ciśnienia parcjalnego tlenu w otoczeniu (piO
2) skutkuje spadkiem ciśnienia parcjalnego tlenu w pęcherzyku płucnym (pAO
2). W związku z tym do krwi dostaje się mniejsza ilość tlenu. W ten sposób dochodzi do hipoksji hipobarycznej, która warunkuje wystąpienie AMS, HACE i HAPE.
Przyczynami sprzyjającymi wystąpieniu zespołu mogą być: szybkie wznoszenie lub przemieszczanie się w pionie, niska hipoksyczna reakcja wentylacyjna, nadciśnienie płucne, wrodzony brak tętnicy płucnej lub występowanie innych nieprawidłowości naczyniowych, które mają wpływ na krążenie płucne. Wysokościowy obrzęk płuc (HAPE) może być nasilany przez wysiłek fizyczny, który podnosi ciśnienie w tętnicy płucnej.

## Grupa ryzyka
Ryzyko wystąpienia tego zespołu chorobowego dotyczy każdej osoby przemieszczającej się na dużą wysokość – bez względu na wiek, historię chorobową, sprawność fizyczną lub doświadczenie w przebywaniu na takich wysokościach.

## Jednostki chorobowe
W obrębie tego zespołu hipoksji hipobarycznej można wydzielić trzy jednostki chorobowe:
- ostra choroba wysokogórska (AMS, od ang. acute mountain sickness)
- wysokościowy obrzęk płuc (HAPE, od ang. high-altitude pulmonary edema)
- wysokościowy obrzęk mózgu (HACE, od ang. high-altitude cerebral edema).

### Ostra choroba wysokogórska
Ten zespół objawów nazywany jest także ostrą chorobą górską. Może występować ze zróżnicowanym nasileniem: od łagodnego do ciężkiego. Objawy występują u osób podróżujących, które zbyt szybko osiągają daną wysokość. Statystycznie występują u 10–40% osób, które udają się do ośrodków narciarskich ulokowanych na wysokości 2000–3500 m n.p.m. i u 60–70% osób, które szybko osiągają wysokość ok. 4000 m n.p.m. Typowymi objawami są osłabienie lub uczucie zmęczenia, zawroty głowy, zaburzenia żołądkowo-jelitowe (na przykład nudności, wymioty lub brak łaknienia) oraz trudności ze snem. Objawy są odnotowywane po upływie 3–24 godzin od szybkiego pokonania przez daną osobę dużej różnicy wysokości, zaś ustępują po upływie 3–7 dni. Mimo przejścia aklimatyzacji objawy mogą się ponowić po szybkim pokonaniu kolejnej znacznej różnicy wzniesień. W zależności od stopnia objawów ostra choroba wysokogórska może być klasyfikowana jako: łagodna, umiarkowana lub poważna.

### Wysokościowy obrzęk mózgu
Wysokościowy obrzęk mózgu (także: wysokogórski obrzęk mózgu) ma podłoże patofizjologiczne wspólne z ostrą chorobą wysokogórską (AMS), a w większości przypadków choroba współwystępuje z wysokościowym obrzękiem płuc. Głównym czynnikiem jest kontynuacja wspinaczki mimo występowania jej objawów. HACE może jednak występować bez poprzedzenia przez objawy AMS. Objawami wysokościowego obrzęku mózgu u osoby, u której wcześniej wystąpiły objawy ostrej choroby wysokogórskiej, są zaburzenia świadomości lub zaburzenia koordynacji ruchowej ciała. Chory, u którego nie wystąpiły wcześniej objawy AMS, może wykazywać objawy jednoczesnego współwystępowania zaburzeń świadomości i koordynacji ruchowej ciała. W miarę postępu choroby zaburzenia świadomości mogą przeistoczyć się w śpiączkę. Przyczyną zgonu na skutek HACE jest porażenie czynności oddechowej.
Wysokościowemu obrzękowi mózgu towarzyszyć mogą także objawy, które nie wykazują reakcji na standardowe metody leczenia. Mogą to być bóle i zawroty głowy, nudności i wymioty. Zaburzeniom świadomości i koordynacji ruchowej ciała mogą towarzyszyć ogniskowe ubytki neurologiczne. Możliwe jest występowanie omamów i nieracjonalnego zachowania chorego, a także napady padaczkowe.
Statystycznie HACE występuje u 1% osób przebywających na wysokości powyżej 4000 m n.p.m.

### Wysokościowy obrzęk płuc
Wysokościowy obrzęk płuc (także: wysokogórski obrzęk płuc) nie jest schorzeniem o pochodzeniu kardiologicznym, bowiem w jego przebiegu nie jest stwierdzana niewydolność lewokomorowa. Podłoże patofizjologiczne nie jest do końca poznane. Prawdopodobnie nadciśnienie płucne i wzrost ciśnienia kapilarnego są powodowane przez hipoksję pęcherzykową. W ich konsekwencji dochodzi do uszkodzenia ciśnieniowego kapilar i przesięku do pęcherzyków. Po wystąpieniu objawów HAPE śmierć może nastąpić w ciągu kilku godzin. Stan może poprawić szybkie podanie tlenu lub zejście na niższy poziom. Wysokościowy obrzęk płuc jest przyczyną większości zgonów związanych z chorobą wysokościową.
Literatura naukowa wskazuje, że do rozpoznania HAPE konieczne jest zidentyfikowanie łącznie:
- co najmniej dwóch z wymienionych objawów: duszności spoczynkowej, uczucia ucisku w klatce piersiowej, kaszlu, obniżonej wydolności fizycznej lub osłabienia oraz
- co najmniej dwóch z wymienionych objawów: tachykardii, rzężenia lub trzeszczenia przynajmniej w jednym polu płucnym, sinicy centralnej, tachypnoe.

## Profilaktyka i leczenie
Podstawowym sposobem profilaktyki choroby wysokościowej jest dopasowane do indywidualnej podatności uczestników wspinaczki stopniowe, rozłożone w czasie zwiększanie wysokości, co pozwala na prawidłową aklimatyzację. Brak takiej adaptacji jest przyczyną występowania objawów choroby wysokościowej u osób przebywających na wysokości do 5000–6000 m n.p.m. Ujawniające się dolegliwości nie powinny być lekceważone. Zmniejszenie ryzyka wystąpienia choroby można osiągnąć dzięki spożywaniu zalecanej ilości płynów (3–5 l na dobę) czy zastosowaniu acetazolamidu. Alternatywą dla osób, które nie mogą stosować acetazolamidu, jest deksametazon, który zmniejsza dolegliwości.
Podstawą leczenia choroby wysokościowej jest zaprzestanie wznoszenia, ograniczenie wysiłku lub szybkie zejście poniżej wysokości, na której wystąpiły objawy. Leczenie wspomagające polega na podawaniu tlenu i środków farmakologicznych. Można także zastosować terapię z użyciem komory hiperbarycznej lub worka hiperbarycznego (worka Gamowa). Gdy nie ma możliwości szybkiej ewakuacji, podanie leku lub tlenu może uratować życie.
W przypadku wystąpienia lekkiego lub średniego przebiegu AMS wystarczającym działaniem może być przerwanie wspinaczki i aktywności fizycznej, ponieważ choroba ta ma tendencje do samoograniczania. Wobec braku poprawy niezbędna jest ewakuacja na niżej położony teren.
W przypadku AMS o ciężkim przebiegu, wystąpienia HACE lub HAPE, niezbędne jest natychmiastowe obniżenie wysokości, na której znajduje się chory. Tlenoterapia, użycie komory hiperbarycznej czy farmakoterapia mogą jedynie dać przejściowe złagodzenie stanu. Poprawę stanu klinicznego pacjenta może dać jedynie natychmiastowa ewakuacja na znacznie niżej położony teren.